# Andreas Filippi
Andreas Filippi (* 22. Oktober 1963 in Aachen) ist ein deutsch-schweizerischer Fachzahnarzt für Oralchirurgie.

## Werdegang
Filippi hat an der Universität Gießen Zahnmedizin studiert und dort promoviert. 1992 hat er den Fachzahnarzt für Oralchirurgie in Deutschland und 2001 in der Schweiz erlangt. 1998 wechselte er an die Universität Bern, 1999 folgte die Habilitation und Ernennung zum Privatdozent. 2001 wechselte Filippi an die Universität Basel, wo er 2005 zum Professor ernannt wurde. Seit 2018 ist er Leiter der Klinik für Oralchirurgie am Universitäres Zentrum für Zahnmedizin Basel UZB.

## Spezialgebiete und Behandlungsschwerpunkte
Seine Schwerpunkte in Forschung, Lehre und Patientenbehandlung sind die interdisziplinäre zahnärztliche Traumatologie, die Behandlung von Mundgeruch (Halitosis), die Zungendiagnostik, die zahnerhaltende Chirurgie, die Transplantation von Zähnen sowie der gesamte Bereich der Oralchirurgie. Aus diesen und anderen Gebieten sind zahlreiche Fachartikel publiziert worden. 2006 erfolgte die Gründung des Zahnunfall-Zentrums (mit Gabriel Krastl). Während der Fußball-Europameisterschaft 2008 war Filippi als Local Dental Officer im Einsatz. 2016 erfolgte die Gründung des Zentrums für Speicheldiagnostik und Mundtrockenheit (mit Tuomas Waltimo).

## Ämter und Mitgliedschaften
Filippi war und ist Mitglied zahlreicher Fachgesellschaften:
- Schweizerische Gesellschaft für Oralchirurgie und Stomatologie SSOS: seit 2001 Mitglied, 2003–2007 Vorstandsmitglied, 2007–2013 Präsident, 2013–2014 Past-Präsident, seit 2006 Mitglied der Prüfungskommission, seit 2013 Präsident der Prüfungskommission

- Schweizerische Gesellschaft für Dentomaxillofaziale Radiologie SGDMFR: seit 2001 Mitglied, 2004–2007 Sekretär, 2007–2019 Vizepräsident, seit 2019 Beisitzer

- Schweizerische Zahnärzte-Gesellschaft SSO: seit 2000 Mitglied, 2010–2017 Mitglied der Kommission K, seit 2017 Präsident der Kommission K, 2017–2019 Mitglied Büro für Zahnärztliche Weiterbildung BZW, seit 2017 Vorstandsmitglied der SSO Basel-Stadt

- Arbeitskreis Halitosis in der Deutschen Gesellschaft für Zahn-, Mund- und Kieferheilkunde DGZMK: Gründungsmitglied und seit 2009 Vorstandsmitglied

## Veröffentlichungen
Als Herausgeber und Autor hat Andreas Filippi folgende Bücher veröffentlicht:
- Halitosis – Patienten mit Mundgeruch in der zahnärztlichen Praxis. Quintessenz, Berlin 2005, ISBN 3-87652-878-X.
- mit H. Kirschner, Y. Pohl und K. Ebeleseder: Unfallverletzungen der Zähne – Vorbeugen, Retten, Behandeln. Elsevier, München 2005, ISBN 3-437-05106-7.
- Frischer Atem. Quintessenz, Berlin 2006, ISBN 3-938947-31-4.
- Zahntransplantation. Quintessenz, Berlin 2009, ISBN 978-3-938947-24-1.
- Halitosis – Professionelle Behandlung von Mundgeruch in der zahnärztlichen Praxis. Quintessenz, Berlin 2011, ISBN 978-3-86867-100-1.
- iPhone- und iPad-Apps für Zahnmediziner. Quintessenz, Berlin 2013, ISBN 978-3-86867-144-5.
- mit I. Hitz Lindenmüller: Die Zunge. Quintessenz, Berlin 2016, ISBN 978-3-86867-314-2.
- mit S. Kühl: Zahnerhaltende Chirurgie. Quintessenz, Berlin 2018, ISBN 978-3-86867-395-1.
- mit G. Krastl und R. Weiger: Zahntrauma – Therapieoptionen für die Praxis. Quintessenz, Berlin 2020, ISBN 978-3-86867-501-6.
- mit T. Waltimo: Speichel. Quintessenz, Berlin 2020, ISBN 978-3-86867-487-3.
- mit H.-T. Lübbers und K. Dula (Hrsg.): Digitale Volumentomographie. Springer, Heidelberg 2021, ISBN 978-3-662-57404-1.
- mit Fabio Saccardin und Sebastian Kühl (Hrsg.): Das kleine 1 x 1 der Oralchirurgie. Quintessenz, Berlin 2021, ISBN 978-3-86867-535-1.
- mit Fabio Saccardin und Sebastian Kühl (Hrsg.): Das große 1 x 1 der Oralchirurgie. Quintessenz, Berlin 2022, ISBN 978-3-86867-583-2.

Laut Google Scholar (Stand März 2024) wurden insgesamt 426 Fachartikel und -beiträge an denen Filippi mitgewirkt hat 8923 mal zitiert (h-index 50; i10-Index 158).